# Ян Лехонь
Ян Лехонь (пол. Jan Lechoń псевдоним; настоящее имя Лешек Серафинович, пол. Leszek Serafinowicz; 13 марта 1899, Варшава — 8 июня 1956, Нью-Йорк) — польский поэт, литературный и театральный критик.

## Биография

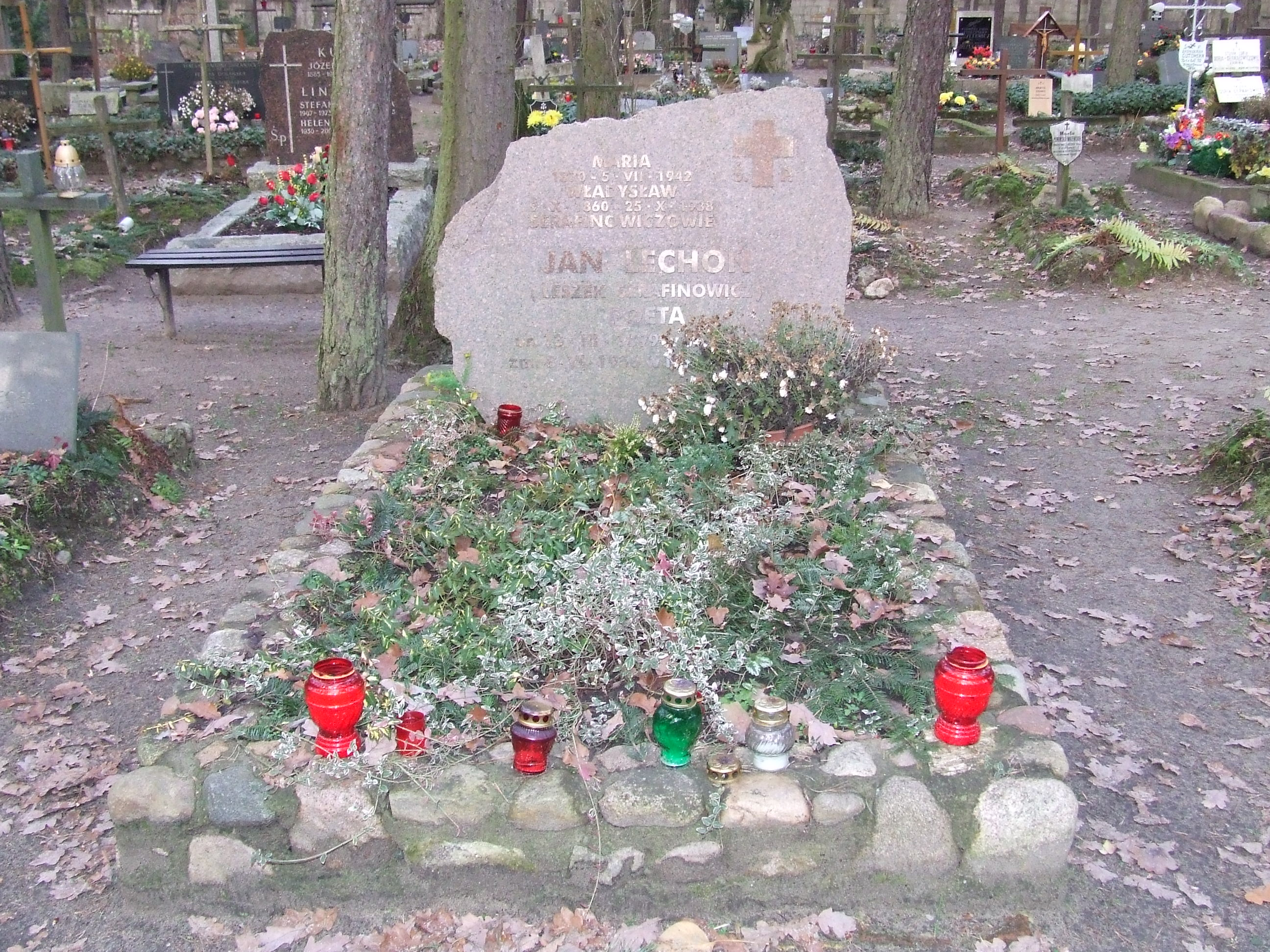
Могила на Лесном кладбище в селе Ляски

Родился во дворце Теппер на улице Медова в татарской семье. В 1916—1920 учился на философском факультете Варшавского университета. В печати дебютировал в 14 лет. Был одним из основателей литературной группы «Скамандр», в которую входили Юлиан Тувим, Антоний Слонимский, Ярослав Ивашкевич.
В 1921 пытался совершить самоубийство.
В 1930—1939 был культурным атташе посольства Польской Республики в Париже. Во время Второй мировой войны, после разгрома Франции, выехал через Испанию и Португалию в Бразилию, позднее переехал в США и обосновался в Нью-Йорке. Сотрудничал и был редактором польских эмигрантских периодических изданий.
Покончил жизнь самоубийством, выбросившись из окна нью-йоркского небоскрёба. В 1991 прах был перезахоронен в Польше на Лесном кладбище в селе Ляски.

## Творчество
Первые произведения опубликовал в 14 лет. Первый сборник стихотворений издал в 1912. Известность принёс сборник стихов «Karmazynowy poemat» («Пурпурная поэма», 1920), прославлявший борьбу за независимость Польши. В сборнике «Srebrne i czarne» («Серебряное и чёрное», 1924) отразилось разочарование действительностью и восхищение смертью. Считается одной из самых пессимистичных книг в польской литературе. После этой книги надолго прервал литературную деятельность.
Поэзию характеризуют приподнятость стиля и строгость поэтической формы.
Некоторые стихотворения Лехоня на русский язык переводились К. Д. Бальмонтом, А. М. Гелескулом.